# Erich Hanisch
Wilhelm Rudolf Erich Hanisch (Berlino, 28 marzo 1909 – ...) è stato un canoista tedesco della Post SV Berlin.
Ha vinto un argento nel K2 10000 m inseguimento in coppia con Willy Horn alle Olimpiadi di Berlino 1936.

## Palmarès
- Olimpiadi
  - Berlino 1936: argento nel K2 10000 m inseguimento.